# Sposa di guerra
Sposa di guerra è un termine usato in riferimento alle donne che hanno sposato personale militare straniero in tempo di guerra o durante l'occupazione militare del proprio paese, soprattutto, ma non esclusivamente, durante la prima guerra mondiale e la seconda guerra mondiale.
Uno dei più grandi e meglio documentati fenomeni delle spose di guerra fu quello dei militari statunitensi che sposarono le Fräulein tedesche dopo la seconda guerra mondiale. Nel 1949 oltre 20.000 spose di guerra tedesche emigrarono negli Stati Uniti. Inoltre si stima che ci siano «[...] 15.000 donne australiane che hanno sposato militari americani con sede in Australia durante la seconda guerra mondiale e si trasferirono negli Stati Uniti per stare con i loro mariti». Anche gli alleati militari sposarono molte donne in altri paesi in cui erano di stanza alla fine della guerra, tra cui Francia, Italia, Lussemburgo, Filippine e Giappone. Ciò si verificò anche in Corea e in Vietnam con le guerre successive in quei paesi che coinvolsero le truppe degli Stati Uniti ed altri soldati anticomunisti. Ben 100.000 spose di guerra di G.I. lasciarono il Regno Unito, da 150.000 a 200.000 se ne andarono dall'Europa continentale, 15.500 dall'Australia e 1.500 dalla Nuova Zelanda, tra gli anni 1942 e 1952.
Nel 2008 il Royal British Columbia Museum di Victoria, Columbia Britannica, Canada realizzò una mostra, che descriveva l'esperienza delle spose di guerra in Canada e Nuova Zelanda a mezzo della pittura.

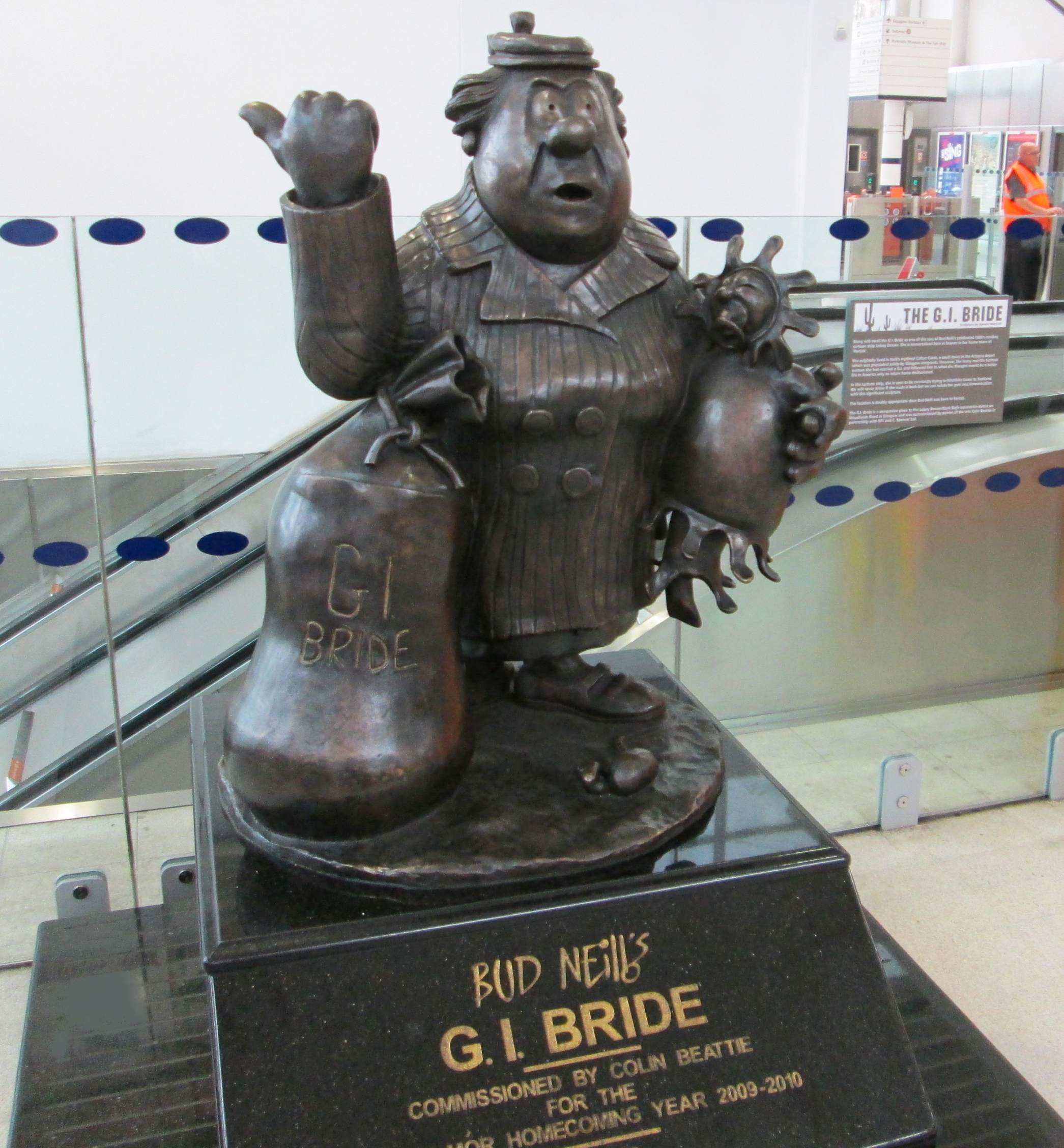
Le molte scozzesi emigrate come spose di guerra furono rese famose nelle serie Lobey Dosser di Bud Neill dal personaggio della sposa del G.I. (con il suo bambino Ned), che cerca sempre un passaggio, dal fittizio Calton Creek in Arizona indietro fino a Partick. La statua fu eretta alla stazione di Partick nel 2011.

## Guerra filippino-americana
Durante la insurrezione filippina, alcuni militari degli Stati Uniti presero moglie nelle Filippine: già nel 1902 vi è la documentazione di una immigrata nel Regno Unito con il marito militare. Queste filippine erano già cittadine statunitensi quando immigrarono negli Stati Uniti, rendendo il loro status giuridico molto diverso da precedenti immigrati asiatici verso il Regno Unito.

## Spose di guerra nella seconda guerra mondiale

### Stati Uniti
Durante e subito dopo la seconda guerra mondiale, più di 60.000 militari statunitensi sposarono donne all'estero e a loro era stato promesso che le loro mogli e figli avrebbero ricevuto passaggio gratuito verso gli Stati Uniti. L'Operazione Sposa di guerra dell'esercito americano, che alla fine trasportò più di 70.000 tra donne e bambini, iniziò in Gran Bretagna nei primi mesi del 1946. Il primo gruppo di spose di guerra (455 donne inglesi e i loro 132 bambini) arrivò negli Stati Uniti il 4 febbraio 1946. Nel corso degli anni, si stima che 300.000 spose di guerra straniere si siano trasferite negli Stati Uniti dopo il passaggio della Legge sulle Spose di Guerra del 1945 e successive modifiche, di cui 51.747 erano filippine e si stima che 50.000 fossero giapponesi.

### Australia

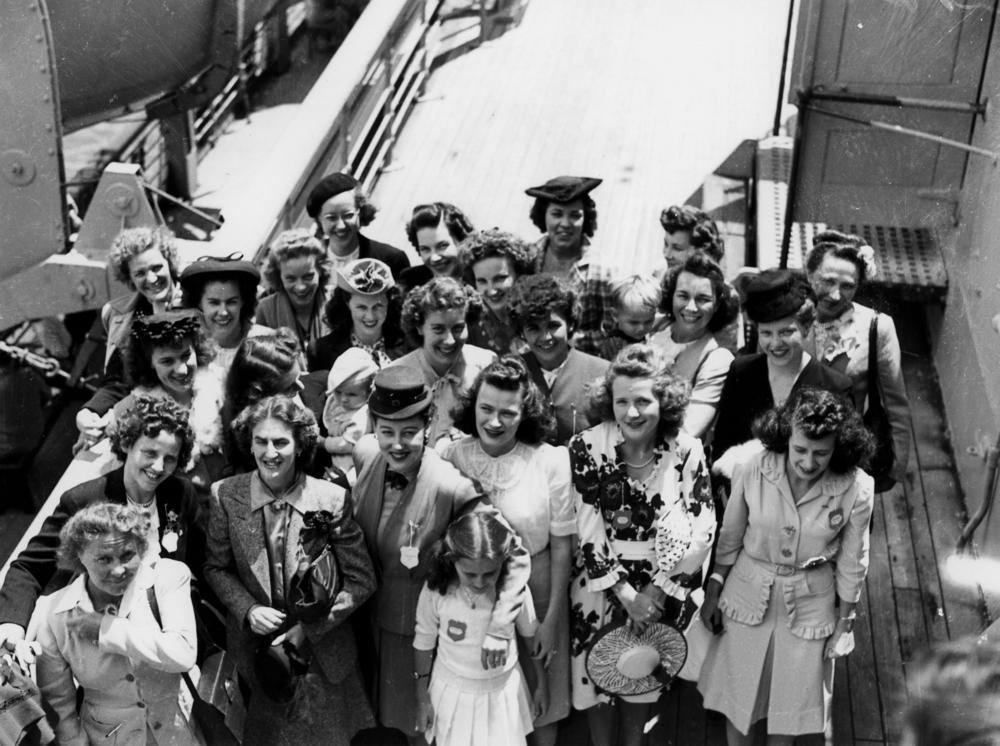
Spose di guerra inglesi che arrivarono in Brisbane nell'ottobre del 1945

Circa 650 spose di guerra giapponesi migrarono in Australia dopo che il divieto in materia di immigrazione giapponese, imposto allo scoppio della guerra del Pacifico, fu revocato nel 1952, quando il trattato di pace di San Francisco entrò in vigore. Si erano sposate soldati australiani coinvolti nella occupazione del Giappone.

### Canada
47.783 spose di guerra britanniche arrivarono in Canada accompagnate da circa 21.950 bambini. Dal 1939, la maggior parte dei soldati canadesi erano di stanza in Gran Bretagna. Pertanto circa il 94% di tutte le spose di guerra che arrivavano in Canada erano inglesi. 3.000 spose di guerra provenivano da Paesi Bassi, Belgio, Terranova e dalla Francia. Il primo matrimonio tra un militare canadese e una sposa britannica fu registrato a Farnborough Church nella zona di Aldershot, nel dicembre 1939, appena 43 giorni dopo che i primi soldati canadesi erano arrivati. Molte di queste spose di guerra emigrarono in Canada, a partire dal 1944, con un picco nel 1946. Un'apposita agenzia canadese, l'Ufficio delle mogli canadesi, fu istituito in appoggio al Dipartimento canadese della Difesa per organizzare il trasporto ed assistere le spose di guerra nella transizione alla vita canadese. La maggior parte delle spose di guerra canadesi atterrò al Pier 21 di Halifax, Nuova Scozia, più comunemente sulle seguenti navi di truppe e ospedali: Queen Mary, Lady Nelson, Letitia, Mauretania, e Île de France.
Il Museo Canadese dell'Immigrazione al Pier 21 ha esposizioni e collezioni dedicate alle spose di guerra. C'è anche un segnale di Sito Storico Nazionale situato al Pier 21.

### Italia
Durante la campagna del 1943-1945, ci furono più di 10.000 matrimoni tra ragazze italiane e soldati americani.
Dal rapporto tra le donne italiane e soldati afro-americani, nacquero i "mulattini": molti di questi bambini furono abbandonati negli orfanotrofi, perché all'epoca del matrimonio interrazziale in molti stati degli Stati Uniti non era possibile.

### Giappone
Diverse migliaia di cittadini giapponesi furono inviati come colonizzatori nel Manciukuò e nella Mongolia Interna, dove rimasero anche alla fine della seconda guerra mondiale, nell'attuale Cina. La maggior parte di essi erano donne giapponesi, che per lo più sposarono uomini cinesi e divennero note come "mogli di guerra non recuperabili" (残留婦人?, zanryū fujin). Poiché esse ebbero figli da uomini cinesi, le donne giapponesi non furono autorizzate a portare le loro famiglie cinesi di nuovo con sé in Giappone, quindi la maggior parte di loro rimasero in Cina. La legge giapponese consentiva solo ai bambini il cui padre fosse giapponese di diventare cittadini giapponesi. Tuttavia, recentemente furono eliminate le restrizioni sulla cittadinanza per le donne e per i bambini nati da uomini stranieri ed esse emigrarono in Giappone con i loro mariti e bambini cinesi.

## Guerra di Corea
6.423 donne coreane sposarono personale militare degli Stati Uniti come spose di guerra durante e subito dopo la guerra di Corea.

## Guerra del Vietnam
8.040 donne vietnamite arrivarono negli Stati Uniti come spose di guerra tra il 1964 e il 1975. Nel 1993, Oliver Stone produce il film Tra cielo e terra tratto dall'autobiografia di Le Ly Hayslip, sposa di guerra vietnamita.

## Guerra in Iraq 2003
I matrimoni di guerra nei conflitti successivi a quello del Vietnam divennero meno frequenti a causa di differenze di religione e cultura, per inferiore durata delle guerre e per via di ordini diretti.
Tuttavia, già dal 2006, circa 1.500 richieste di visto erano state fatte da personale militare degli Stati Uniti per coniugi e fidanzate irachene. Ci furono diversi casi ben pubblicizzati di soldati americani che sposavano donne irachene.

## Filmografia
- War Brides, film muto del 1916 di Herbert Brenon con Alla Nazimova
- Ero uno sposo di guerra, film commedia demenziale con Cary Grant nel ruolo di una sposa di guerra maschile
- Japanese War Bride, film del 1952 di King Vidor con Shirley Yamaguchi e Don Taylor

## Musica
- Madama Butterfly, un'opera del 1904 di Giacomo Puccini su una sposa ragazza giapponese che viene abbandonata dal marito, un tenente della US Navy

## Note

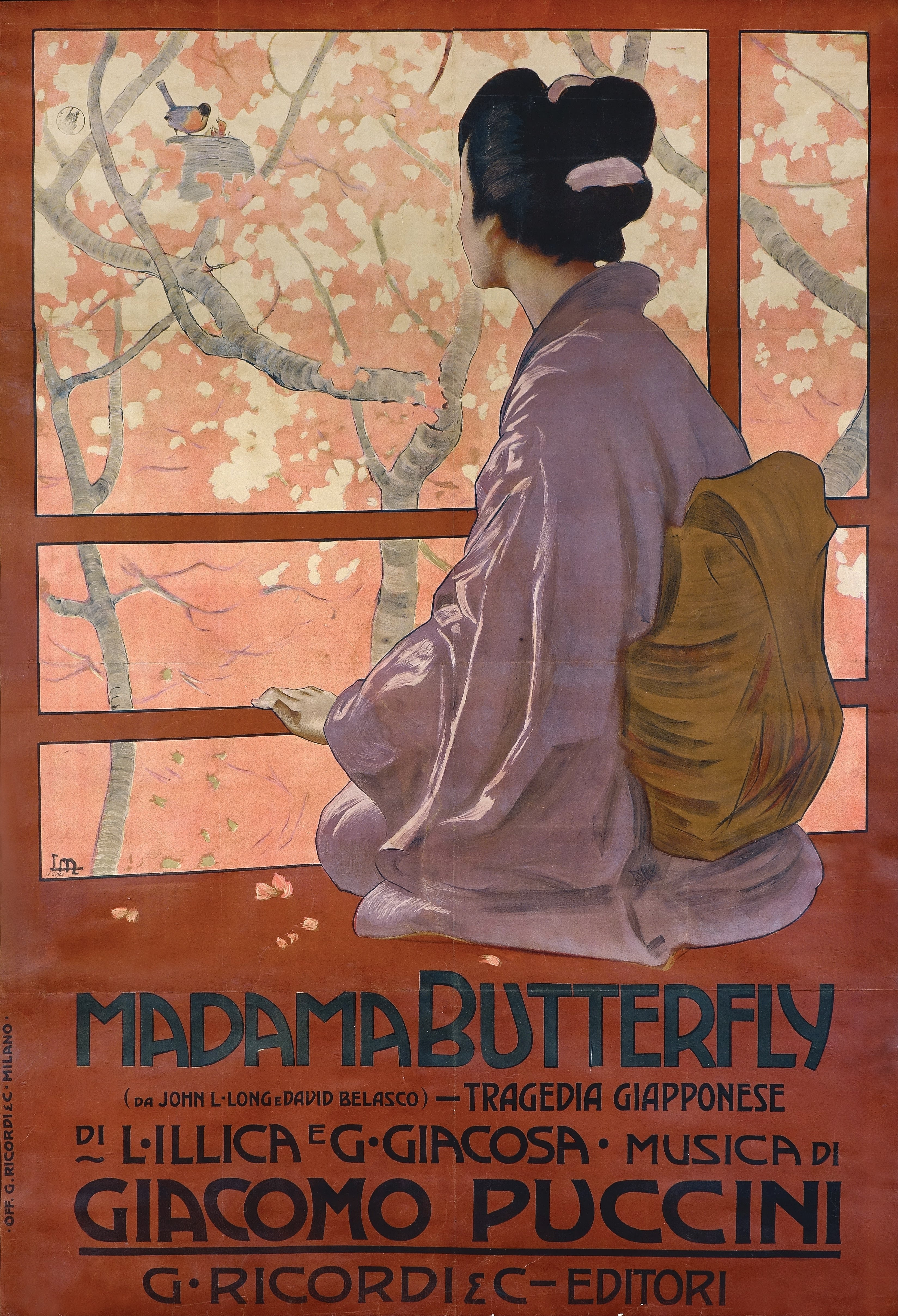
Madama Butterfly, opera del 1904 di Giacomo Puccini